# Gyrodoma hispida
Gyrodoma es un género monotípico de plantas con flores perteneciente a familia  Asteraceae, el género incluye solamente una especie, Gyrodoma hispida. Es originaria de África donde se distribuye por  Mozambique.

## Taxonomía
Gyrodoma hispida fue descrita por (Vatke) Wild y publicado en Kirkia 9(2): 294. 1974.
Sinonimia
- Bellis mossambicensis Klatt
- Brachyscome mossambicensis Oliv. & Hiern
- Matricaria hispida Vatke[3]
- Brachycome hispida (Vatke) Klatt